# L’occasione fa il ladro
L’occasione fa il ladro, ossia Il cambio della valigia (dt. Gelegenheit macht Diebe)  ist eine Farsa (Originalbezeichnung: „burletta per musica“) in einem Akt von Gioachino Rossini mit einem Libretto von Luigi Prividali nach dem Vaudeville Le prétendu par hasard, ou L’occasion fait le larron  von Eugène Scribe. Die Uraufführung erfolgte am 24. November 1812 im Teatro San Moisè in Venedig.

## Handlung
Ein Saal in einem Landhotel mit Zugang zu mehreren nummerierten Zimmern
Szene 1. Trotz der dunklen und stürmischen Nacht lässt sich Don Parmenione nicht aus der Ruhe bringen (Sinfonia und Introduktion: „Frema in cielo il nembo irato“). Er nimmt an einem gut gedeckten Tisch genüsslich seine Mahlzeit ein, während sein Diener Martino vor Angst kaum einen Bissen herunter bekommt.
Szene 2. Conte Alberto betritt den Raum mit einem Diener. Der stellt den Koffer seines Herrn neben den Parmeniones und legt sich auf einer Bank schlafen. Alberto ist froh, dem Unwetter entkommen zu sein. Nachdem sie sich vorgestellt haben, stimmen Parmenione und Alberto ein Trinklied an – sehr zum Unwillen Martinos. Alberto schlägt vor, gemeinsam nach Neapel weiterzureisen. Parmenione behauptet jedoch, ein anderes Ziel zu haben. Darauf erzählt Alberto, dass er auf dem Weg zu seiner Hochzeit sei und darauf dränge, die Braut kennenzulernen. Da der Sturm inzwischen nachgelassen hat, verabschiedet er sich schnell und verlässt das Lokal. Sein übermüdeter Diener ergreift dabei versehentlich den Koffer Parmeniones.
Szene 3. Auch Parmenione will nun nach Neapel aufbrechen. Dem verwirrten Martino erklärt er, dass er Alberto gegenüber gelogen habe, weil er seine Angelegenheiten lieber für sich behalten wolle. Da bemerkt er, dass die Koffer verwechselt wurden. Weil er darin sein Geld und sein Pass befinden, will Martino Alberto hinterherschicken – aber dieser gehorcht nicht, sondern öffnet neugierig den gefundenen Koffer Albertos (Arie: „Che sorte, che accidente“). Er findet zunächst eine Geldbörse. Parmenione versucht, ihn zu bremsen, entdeckt dabei aber das Bildnis einer schönen Frau – offenbar die Braut Albertos. Er verliebt sich sofort in das Bildnis und ändert seine Pläne. Da auch der Pass Albertos gefunden wird, soll Martino ihn von nun an Don Alberto nennen. Er will sich als dieser ausgeben und die Braut für sich gewinnen.
Großer ebenerdiger Vorraum im Haus Berenices
Szene 4. Berenices Onkel Don Eusebio und Ernestina erwarten die Ankunft Albertos. Ernestina bedauert, in diesem Haus nur Kammermädchen zu sein. Eusebio meint, das sei nötig, um den nötigen Respekt zu erhalten. Seine Nichte betrachte sie jedoch als Freundin und nicht als Dienerin. Ernestina will nicht klagen. Sie ist dankbar, in ihrer Notlage aufgenommen worden zu sein. Sie entfernt sich mit den anderen Dienern.
Szene 5. Berenice denkt über ihren Bräutigam nach (Arie: „Vicino è il momento“). Ihr Vater hatte kurz vor seinem Tod bestimmt, dass sie den Sohn eines Freundes heiraten solle. Sie weiß aber weder, wie er aussieht, noch ob ihre Ansichten zusammenpassen. Ernestina kehrt zurück. Berenice bittet sie, die Kleider mit ihr zu tauschen, weil sie den Bräutigam prüfen möchte. Ernestina solle als Braut auftreten. Eusebio sei mit dem Plan einverstanden.
Szene 6. Der vornehm gekleidete Parmenione und Martino treffen ein. Parmenione hofft, dass der echte Bräutigam noch nicht anwesend ist.
Szene 7. Ernestina begrüßt die Gäste (Quintett: „Quel gentil, quel vago oggetto“). Obwohl sie keine Ähnlichkeit mit dem aufgefundenen Bild hat, verliebt sich Parmenione in sie. Auch Ernestina fühlt sich zu ihm hingezogen. Sie machen sich auf den Weg zu Eusebio.
Szene 8. Auch Alberto ist nun eingetroffen. Er begegnet Berenice und begrüßt sie freudig als seine Braut. Sie erklärt jedoch, lediglich die Zofe zu sein. Alberto ist enttäuscht, da sie ihm außerordentlich gut gefällt. Berenice jedoch freut sich insgeheim, einen so liebenswürdigen Gatten zu erhalten.
Szene 9. Dem hinzukommenden Eusebio stellt sich Alberto als der erwartete Bräutigam vor. Aber unmittelbar darauf kommen Parmenione und Ernestina, und auch Parmenione behauptet, Alberto zu sein. Berenice, Ernestina und Eusebio sind überrascht. Während sie sich fragen, wer der Betrüger sei, nehmen die beiden Rivalen ihren Mut zusammen. Auf Eusebios Rückfrage versichern beide weiterhin, der Bräutigam zu sein, und Parmenione zeigt als Beweis den im Koffer gefundenen Pass Albertos. Die Szene endet in allgemeiner Verwirrung.
Szene 10. Auf der Suche nach etwas Essbarem begegnet Martino Eusebio und bestätigt ihm, der Diener des Fremden zu sein.
Szene 11. Während Ernestina über ihr Schicksal nachgrübelt, kommt Alberto und beteuert erneut, der echte Alberto zu sein. Obwohl der Anschein gegen ihn spreche, werde er zu seinem Recht kommen. Als Ernestina erklärt, dass dieses Recht nicht beinhalte, sie zu heiraten, lobt Alberto ihre Aufrichtigkeit. Er sei bereit, die Verbindung zu lösen, da er auch keine Liebe für sie empfinde (Rezitativ und Arie: „D’ogni più sacro impegno“). Er geht. Ernestina findet sein Auftreten glaubwürdig.
Szene 12. Berenice beschließt, den Hochstapler zu enttarnen. Die Gelegenheit bietet sich, als Parmenione hereinkommt, und ihr verspricht, sie nach der Hochzeit als Dienstmädchen zu behalten (Duett: „Per conoscere l’inganno – Voi la sposa!“). Berenice entgegnet, dass es immer noch Zweifel an seiner Identität gebe. Sie selbst sei auch kein Dienstmädchen, sondern die Braut selbst. Parmenione verweist zunächst erneut auf die als Beweis vorgelegten Papiere. Als Berenice ihm aber immer mehr Fragen über seine Familie stellt, verwickelt er sich in Widersprüche. Berenice ist nun überzeugt, den Betrüger entlarvt zu haben. Es kommt zu einem heftigen Wortstreit zwischen den beiden.
Szene 13. Eusebio und Ernestina nehmen Martino ins Verhör, um die Wahrheit über seinen Herrn herauszufinden. Der windet sich heraus, indem er ihn als gewöhnlichen Mann darstellt, wie man ihn überall finde (Arie: „Il mio padron è un uomo“). Ernestina hat bereits eine Ahnung, dass ihre Wünsche in Erfüllung gehen könnten.
Szene 14. Parmenione und Alberto treffen zusammen und geraten in Streit.
Szene 15. Berenice kommt, um nach der Ursache des Lärms zu sehen. Sie stellt die beiden zur Rede (Rezitativ und Arie: „Voi la sposa pretendete“). Sie wisse bereits, dass Parmenione eine andere liebe. Parmenione bestätigt dies – es sei ihre Herrin. Alberto erklärt sich bereit, auf die Ehe mit dieser zu verzichten. Falls aber in Wirklichkeit die Anwesende die Braut sei, werde er nicht nachgeben und den geborgten Namen zurückfordern. Parmenione erklärt im Gegenzug, sich für die andere Schöne entschieden zu haben. Berenice ist empört darüber, dass die beiden die Angelegenheit auf diese Weise in ihrer Gegenwart verhandeln. Die Männer sind sich jedoch einig. Sie müssen nur noch herausfinden, wer die Braut ist.
Szene 16. Nach Martinos Aussage ist Eusebio überzeugt, dass Parmenione der Betrüger ist. Ernestina verteidigt ihn jedoch. Sein Vergehen sei schlimmstenfalls eine Dummheit, aber kein Verbrechen. Außerdem sei er nicht an Berenice interessiert, sondern an ihr. Parmenione kommt hinzu und bestätigt dies. Sein Name sei nicht Alberto, sondern Parmenion di Castelnuovo. Er sei ein Freund des Grafen Ernesto und von diesem beauftragt, seine flüchtige Schwester zu finden. Es stellt sich heraus, dass Ernestina die Gesuchte ist. Sie erzählt: Ein schändlicher Mann habe versucht, sie zu verführen und sie in Neapel im Stich gelassen, als sie standhaft blieb. Parmenione erklärt, dass er den Unwürdigen nicht mehr strafen könne. Er wolle aber ihre Ehre wiederherstellen, indem er ihr seine Hand anbiete (Finale: „Quello, ch’io fui, ritorno“). Ernestina akzeptiert glücklich. Parmenione bestätigt, dass der andere Fremde der echte Bräutigam sei.
Szene 17. Berenice und Alberto zweifeln nicht mehr aneinander und gestehen sich ihre Liebe.
Letzte Szene. Martino kommt und teilt ihnen mit, dass jetzt alles aufgeklärt sei. Eusebio, Ernestina und Parmenione treten hinzu. Parmenione bittet um Vergebung. Das Bild in dem gefundenen Koffer habe ihn zu seinem Betrug verleitet. Er habe den Irrtum zwar sofort bemerkt, aber trotzdem gefunden, was er gesucht hatte. Alberto erklärt, dass dieses Bild in Wirklichkeit seine Schwester darstelle. Es sei ein Geschenk für seine junge Braut. Alle jubeln über die doppelte Hochzeit. Manchmal gebe es eben eine Entschuldigung dafür, wenn die Gelegenheit den Menschen zum Dieb mache.

## Gestaltung

### Libretto
Der Librettist Luigi Prividali war ursprünglich Advokat, hatte seinen Beruf jedoch aufgegeben. Er schrieb ungefähr zwanzig Libretti, wirkte auch als Theaterjournalist und war mit Rossini persönlich befreundet. Sein Libretto zu L’occasione fa il ladro basiert lose auf dem Vaudeville Le prétendu par hasard, ou L’occasion fait le larron (Der gewagte Anwärter, oder Gelegenheit macht Diebe) von Eugène Scribe, das 1810 in Paris unter dem pseudonymen Kürzel „M. A. E***“ erschienen und schon im Januar 1810 im Théâtre des Variétés aufgeführt worden war. Da es jedoch nur geringe Parallelen gibt, kann Prividalis Libretto auch als Originalwerk gelten. So kommt die Kofferverwechslung als Ausgangspunkt der Handlung bei Scribe noch nicht vor. Im Gegensatz zu den anderen farse Rossinis gibt es in diesem Werk zwei unterschiedliche Szenenbilder: das Landhotel und das Wohnhaus Berenices. Das Libretto bietet elegant geschriebene Verse und komische Situationen und Dialoge bei einem klaren Verlauf der Handlung. Es handelt sich um eine doppelte Verwechslungskomödie mit zwei gegensätzlichen Liebespaaren.

### Instrumentation
Die Orchesterbesetzung der Oper enthält die folgenden Instrumente:
- Zwei Flöten / Piccolo, zwei Oboen, zwei Klarinetten, ein Fagott
- Zwei Hörner
- Streicher
- Continuo

### Musiknummern
Wie auch die anderen vier Farse Rossinis enthält La cambiale di matrimonio neun Musiknummern. Anstelle einer Ouvertüre beginnt das Werk jedoch mit einer instrumentalen Einleitung, die in die Introduktion übergeht. Die Musik zu dieser Sturmszene hatte Rossini kurz zuvor als Gewittermusik für La pietra del paragone komponiert.
- Nr. 1. Sinfonia und Introduktion (Parmenione, Martino, Alberto): „Frema in cielo il nembo irato“ (Szene 1)
- Nr. 2. Arie (Parmenione): „Che sorte, che accidente“ (Szene 3)
- Nr. 3. Arie (Berenice): „Vicino è il momento“ (Szene 5)
- Nr. 4. Quintett (Parmenione, Ernestina, Alberto, Berenice, Eusebio): „Quel gentil, quel vago oggetto“ (Szene 7)
- Nr. 5. Rezitativ und Arie (Alberto): „D’ogni più sacro impegno“ (Szene 11)
- Nr. 6. Duett (Parmenione, Berenice): „Per conoscere l’inganno – Voi la sposa!“ (Szene 12)
- Nr. 7. Arie (Martino): „Il mio padron è un uomo“ (Szene 13)
- Nr. 8. Rezitativ und Arie (Berenice): „Voi la sposa pretendete“ (Szene 15)
- Nr. 9. Finale: „Quello, ch’io fui, ritorno“ (Szene 16)

## Werkgeschichte
L’occasione fa il ladro ist die vierte der fünf einaktigen „farse“, die Rossini zwischen 1810 und 1813 für das Teatro San Moisè in Venedig komponierte. Die anderen sind La cambiale di matrimonio, L’inganno felice, La scala di seta und Il signor Bruschino.
In den vorausgehenden Jahren hatte der junge Rossini mit seinen Opern einen herausragenden Erfolg erlebt und war mit Arbeit überhäuft worden. Neben seinen „farse“ für das Teatro San Moisè hatte er 1812 für Ferrara Ciro in Babilonia und für die Mailänder Scala La pietra del paragone komponiert sowie einen weiteren Auftrag für das Teatro La Fenice in Venedig (Tancredi) erhalten. Bereits La pietra del paragone konnte aufgrund von Fieberattacken Rossinis nur verspätet aufgeführt werden, sodass Rossini vom Impresario des Teatro San Moisè, Antonio Cera, bereits ungeduldig erwartet wurde. Rossini hatte sich vorsichtshalber seine Krankheit in einem Schreiben des Innenministers Luigi Vaccari bescheinigen lassen und konnte sich daher rechtfertigen. Nach eigenen Angaben verpflichtete er sich jedoch, die Musik der neuen Oper innerhalb von fünfzehn Tagen zu schreiben. Dieses Ziel erreichte er, denn aus einem Brief vom 11. November 1812 geht hervor, dass er lediglich elf Tage benötigte. Allerdings hatte er die Rezitative von einem Mitarbeiter schreiben lassen, und noch während der Proben orchestrierte er zwei Abschnitte im Quintett neu.
Die Uraufführung erfolgte am 24. November 1812 im Teatro San Moisè in Venedig zusammen mit der „farsa giocosa“ Un avvertimento ai gelosi von Stefano Pavesi. Die Sänger waren der Tenor Gaetano Del Monte (Don Eusebio), die Sopranistin Giacinta Guidi Canonici (Berenice), der Tenor Tommaso Berti (Conte Alberto), der Bass Luigi Pacini (Don Parmenione), die Mezzosopranistin Carolina Nagher (Ernestina) und der Bass Filippo Spada (Martino). Die Aufführung war nicht ganz so erfolgreich wie die vorausgegangenen Opern. In einem Zeitungsbericht vom 26. November im Giornale Dipartimentale dell’Adriatico wurde insbesondere kurze Kompositionsdauer bemängelt. Obwohl die Musik viel Gutes enthalte, sei es in so kurzer Zeit nicht möglich, die Eigenschaften der vorgesehenen Sänger gründlich genug zu berücksichtigen.
In den folgenden Jahren wurde L’occasione fa il ladro häufiger aufgeführt, so 1817 unter dem Namen Lo scambio delle valigie (dt.: Der Koffertausch) am Teatro Carolino an der Piazza Bellini in Palermo, 1821 am selben Ort unter dem ursprünglichen Namen, 1822 am Teatro de la Santa Cruz in Barcelona und an der Mailänder Scala, 1826 in Lissabon und 1834 in deutscher Sprache in Wien. Im 20. Jahrhundert wurde es 1916 in Pesaro wiederaufgenommen. Weitere Aufführungen gab es 1963 in Neapel und 1987 erneut in Pesaro.

## Aufnahmen
- Jahr unbekannt (gekürzt): Edwin Loehrer (Dirigent), Orchestra della Radiotelevisione della Svizzera Italiana Lugano. Adriano Ferrario (Don Eusebio), Jolanda Meneguzzer (Berenice), Juan Oncina (Conte Alberto), Nestore Catalani (Don Parmenione), Maria Minetto (Ernestina), Fernando Corena (Martino). E.J. Smith »The Golden Age of Opera« EJS 278 (1 LP).[7]:15903
- 1953 (gekürzt): Giuseppe Morelli (Dirigent), Orchestra de la Società del Quartetto Roma. Piero Besma (Don Eusebio), Gianna Russo (Berenice), Flavio Sacchi (Conte Alberto), Nestore Catalani (Don Parmenione), Giuseppina Salvi (Ernestina), Tommaso Dolciotti (Martino). Nixa PLP 595 (1 LP).[7]:15904
- 29. September 1963 (live, konzertant aus Neapel): Luigi Colonna (Dirigent), Orchestra „Alessandro Scarlatti“ della RAI di Napoli. Gino Sinimberghi (Don Eusebio), Cecilia Fusco (Berenice), Pietro Bottazzo (Conte Alberto), Italo Tajo (Don Parmenione), Miti Truccato Pace (Ernestina), Renzo Gonzales (Martino). VOCE stereo LP: VOCE-29(2).[7]:15905
- 27. November 1973 (live, konzertant aus Turin): Vittorio Gui (Dirigent), Orchestra Sinfonica Nazionale della RAI Torino. Antonio Pirino (Don Eusebio), Margherita Rinaldi (Berenice), Carlo Gaifa (Conte Alberto), Enrico Fissore (Don Parmenione), Stefania Malagù (Ernestina), Gianni Socci (Martino). Opera d'Oro OPD 1458 (1 CD).[7]:15906
- 1983 (Video, live aus Nizza): Philippe Bender (Dirigent), L’Orchestre Régional de Cannes Provence Alpes Côte d’Azur. Anne-Marie Rodde (Berenice), Tibère Raffalli (Conte Alberto), Luis Masson (Don Parmenione), Sonia Nigoghossian (Ernestina). House of Opera DVD 1301 (1 DVD).[7]:15907
- August 1987 (live aus Pesaro): Jean-Pierre Ponnelle (Inszenierung), Salvatore Accardo (Dirigent), Orchestra Giovanile Italiana. Ernesto Gavazzi (Don Eusebio), Luciana Serra (Berenice), Raul Giménez (Conte Alberto), John Patrick Raftery (Don Parmenione), Luciana d’Intino (Ernestina), Claudio Desderi (Martino). Ricordi/Cetra CD: RFCD 2001.[7]:15908
- 12. April 1991 (Video, live aus dem Teatro Politeama, Palermo): Antonello Allemandi (Dirigent), Orchestra del Teatro Massimo Bellini di Palermo. Sergio Bertocchi (Don Eusebio), Luciana Serra (Berenice), Rockwell Blake (Conte Alberto), Roberto Servile (Don Parmenione), Francesca Provvisionato (Ernestina), Laura Antonaz (Martino). Charles Handelman – Live Opera 07095.[7]:15909
- Mai 1992 (Video, live aus Schwetzingen, Rezitative leicht gekürzt): Michael Hampe (Inszenierung), Gianluigi Gelmetti (Dirigent), Symphonie-Orchester des SWR Stuttgart. Stuart Kale (Don Eusebio), Susan Patterson (Berenice), Robert Gambill (Conte Alberto), Natale de Carolis (Don Parmenione), Monica Bacelli (Ernestina), Alessandro Corbelli (Martino). Teldec VI: N.A., Teldec LD: 4509 92170 6, EuroArts 2054998 (1 DVD).[7]:15911
- Februar 1992: Marcello Viotti (Dirigent), English Chamber Orchestra. Fulvio Massa (Don Eusebio), María Bayo (Berenice), Iorio Zennaro (Conte Alberto), Natale de Carolis (Don Parmenione), Francesca Provvisionato (Ernestina), Fabio Previati (Martino). Claves CD: 50-9208/9, Brilliant Classics 92399 (8 CD).[7]:15912
- August 1996 (live aus Pesaro): Jean-Pierre Ponnelle (Inszenierung), Maurizio Benini (Dirigent), ORT-Orchestra della Toscana. Fabio Sartori (Don Eusebio), Eva Mei (Berenice), Rockwell Blake (Conte Alberto), Roberto de Candia (Don Parmenione), Enkelejda Shkosa (Ernestina), Lorenzo Regazzo (Martino).[7]:15913
- 29. März 2004 (live aus Paris): Jean-Christophe Spinosi (Dirigent), Ensemble Matheus. Éric Trèmolières (Don Eusebio), Chantal Perraud (Berenice), Benoît Benichou (Conte Alberto), Jacques Colatayud (Don Parmenione), Chantal Santon (Ernestina), Jean-Jacques Sarragosse (Martino).[7]:15914
- Juli 2005 (live aus Bad Wildbad): Antonino Fogliani (Dirigent), Württemberg Philharmonic Orchestra. Joan Ribalta (Don Eusebio), Elizaveta Martirosyan (Berenice), Garðar Thór Cortes (Conte Alberto), Gianpiero Ruggeri (Don Parmenione), Fanie Antonelou (Ernestina), Mauro Utzeri (Martino). Naxos 8.660314-15.[3]